# Рицинолевая кислота
Рицинолевая кислота — органическое соединение, высшая жирная кислота, имеющая формальное название — 12-гидрокси-9-цис-октадеценовая кислота. Относится к ненасыщенным Омега-9 жирным кислотам и оксикислотам. Является основным компонентом масла, получаемого из зрелых семян клещевины или из склероция спорыньи. Около 90 % жирных кислот в касторовом масле (касторке) — это триглицерид, образованный остатками рицинолевой кислоты. Образует соли — рицинолеаты, с щелочными и щелочноземельными металлами, а также с некоторыми d-элементами (кадмий, цинк, хром и т.д.)

## Получение
В промышленности рицинолевую кислоту получают путем омыления или фракционной перегонки гидролизированного касторового масла. Соли, образованные остатками кислоты и цинком, используются в средствах личной гигиены, например, в дезодорантах.
Первые попытки выделить рицинолевую кислоту были сделаны Фридрихом Краффтом в 1888 году.

## Биологическая активность
Рицинолевая кислота оказывает анальгезирующее и противовоспалительное действие. Она активирует рецептор ЕП3 для простагландина Е2.
Рицинолевая кислота выступает в качестве специфического альгицида для контроля развития сине-зеленых водорослей.